# Isometrus wayanadensis
Espèce
Isometrus wayanadensis est une espèce de scorpions de la famille des Buthidae.

## Distribution
Cette espèce est endémique d'Inde. Elle se rencontre au Kerala dans le district de Wayanad et au Karnataka dans le district de Kodagu.

## Description
Le mâle holotype mesure 50,99 mm, Isometrus wayanadensis mesure de 41,29 à 50,99 mm.

## Systématique et taxinomie
Cette espèce a été décrite par Sulakhe, Deshpande, Gowande, Dandekar et Ketkar en 2022.

## Étymologie
Son nom d'espèce, composé de wayanad et du suffixe latin -ensis, « qui vit dans, qui habite », lui a été donné en référence au lieu de sa découverte, le district de Wayanad.

## Publication originale
- Sulakhe, Deshpande, Gowande, Dandekar & Ketkar, 2022 : « Arboreal gems: resurrection of Isometrus sankeriensis Tikader & Bastwade, 1983 and descriptions of two new species of Isometrus Ehrenberg, 1828 (Scorpiones: Buthidae) from the Western Ghats, India. » European Journal of Taxonomy, vol. 811, p. 1-50 (texte intégral).